# Anna Wagner
Anna Wagner (* 6. Juni 1914 in Euratsfeld als Anna Salzmann, spätere Anna Offenberger) ist eine österreichische Supercentenarian. Sie ist seit dem 17. Jänner 2025 die älteste in Österreich lebende Person.

## Leben
Anna Wagner wurde am 6. Juni 1914 als uneheliche Tochter der ledigen Maurermeisterstochter Amalia Salzmann (* 8. Juli 1882 in Euratsfeld; † 6. Mai 1933 im Krankenhaus Amstetten) in der damals noch jungen Marktgemeinde Euratsfeld im Bezirk Amstetten geboren und am 8. Juni 1914 auf den Namen Anna getauft. Der Wirtschaftsbesitzer Augustin Offenberger (* 22. April 1890 in Euratsfeld) kannte erst in späteren Jahren die Vaterschaft an und wurde nachträglich auch beim Taufbucheintrag seiner Tochter erfasst. Am 2. Juni 1923 wurde Anna in der Mostviertler Gemeinde Viehdorf gefirmt. Wenige Monate zuvor hatte die Mutter am 12. Februar 1923 besagten Augustin Offenberger in Oberndorf an der Melk geheiratet.
Anna Wagner wuchs gemeinsam mit ihrer jüngeren Schwester Amalia (* 13. Juni 1923 in Euratsfeld; † 14. September 2005 ebenda) auf einem kleinen Bauernhof in Euratsfeld auf, wo sie auch bis heute lebt. Nach ihrem achtjährigen Besuch der Euratsfelder Volksschule wechselte sie an eine Hauswirtschaftsschule in Amstetten, zu der sie täglich mit dem Fahrrad fuhr und an der sie auch ihren Schulabschluss absolvierte. Danach war sie beruflich als Landwirtin tätig.
Ihre Mutter starb am 6. Mai 1933 im noch jungen Alter von 50 Jahren an einer Sepsis und wurde am 8. Mai 1933 am Euratsfelder Friedhof beerdigt. Am 28. Mai 1951 heiratete Anna standesamtlich in Amstetten und kirchlich in der Wallfahrtskirche Maria Taferl einen Franz Wagner und nahm dessen Familiennamen an. Mit ihrem inzwischen verstorbenen Ehemann hat sie eine Tochter, Margarete. Zudem hat Wagner eine Enkelin, Raffaela.
Anfang der 1980er-Jahre ging Wagner in den Ruhestand. Bis ins Alter von über 90 Jahren unternahm Wagner noch jährlich mehrere Auslandsreisen. Für eine Reise nach Lourdes bestieg sie im Alter von 90 Jahren zum ersten Mal in ihrem Leben ein Flugzeug. Noch mit 100 Jahren traf sie sich regelmäßig mit einer Gruppe über 80-jähriger Euratsfelder und nahm einmal im Jahr an Ausflügen teil. Wagner ist Mitglied der Volkspartei Niederösterreich und organisierte zudem mehrere Reisen für den Österreichischen Seniorenbund. 
Nach Margarete Tröstl war Wagner die zweitälteste in Österreich lebende Person. Mit ihrem 110. Geburtstag im Juni 2024 wurde Wagner zur Supercentenarian. In einem Interview zu ihrem 110. Geburtstag führte sie ihre Langlebigkeit auf ihre durchaus positive Lebenseinstellung und ihre jahrzehntelang andauernde körperliche Betätigung zurück. Nach dem Tod von Margarete Tröstl am 17. Januar 2025 ist Wagner nun die älteste in Österreich lebende Person und seit dem Ableben von Ottilie Reimers im deutschsprachigen Raum. 
Anna Wagner ist aktuell 111 Jahre und 10 Tage alt.